# 2006 en Irak
Cet article présente les faits marquants de l'année 2006 en Irak.

## Évènements
- 22 février 2006 : un attentat contre la Mosquée d'Or à Samarra, important lieu saint des chiites, déclenche la première guerre confessionnelle irakienne entre chiites et sunnites.
- 20 mai 2006 : Nouri al-Maliki, du Parti islamique Dawa, devient premier ministre d'Irak.
- 17 juin - 15 novembre 2006 : première bataille de Ramadi opposant les forces américaines et gouvernementales à la guérilla irakienne.

- Septembre 2006 : Dans la province d'Al-Anbar (ouest), le cheikh Abdul Sattar Abou Richa fonde le Conseil du salut d'Anbar, début du ralliement des tribus sunnites aux Américains dans le mouvement du Réveil (Sahwa).
- Du 23 septembre au 22 octobre 2006 : offensive du Ramadan menée par l'Armée du Mahdi. Les insurgés s'emparent de 80 % de Bagdad.

- 25 décembre 2006 : Début des opérations menées par les Américains et les forces gouvernementales contre les groupes insurgés dans la province de Diyala.